# 云台二十八将
云台二十八将是汉光武帝刘秀在建立東漢的過程中（約公元22年-公元37年），非宗室外戚的將領之中，戰功卓著的28位功臣，即是後來的世家門閥。
永平三年（公元60年），汉明帝追念前世功臣，在南宫云台阁命人画了28将的像，后又加入了王常、李通、竇融、卓茂四人，合32将。
華嶠稱28将为“咸能感会风云，奋其智勇，称为佐命，亦各志能之士也”。類同宗室外戚的將領，因為地位比較高，就算戰功卓著，也不列入雲台二十八將，譬如鄧晨（娶劉秀的姊姊劉元）、來歙（母親是光武帝的祖姑母）、馬援（女兒是明帝皇后）、梁统（光武帝女儿舞阴公主刘义王嫁给长子梁松为妻；恭怀皇后的祖父；大将军梁商、顺烈皇后梁妠和懿献皇后梁女莹的高祖父）等等。
刘秀没有延续汉高祖刘邦时功臣参政的政策，除了邓禹、李通、贾复三人以外，其他将领并没有参议国事。

## 成員
1. 太傅高密侯・邓禹
2. 大司馬广平侯・吴汉
3. 左将軍膠東侯・賈復
4. 建威大将軍好畤侯・耿弇
5. 執金吾雍奴侯・寇恂
6. 征南大将軍舞陽侯・岑彭
7. 征西大将軍陽夏侯・馮異
8. 建義大将軍鬲侯・朱祜
9. 征虜将軍潁陽侯・祭遵
10. 驃騎大将軍櫟陽侯・景丹
11. 虎牙大将軍安平侯・蓋延
12. 衛尉安成侯・銚期
13. 東郡太守東光侯・耿純
14. 城門校尉朗陵侯・臧宮
15. 捕虜将軍楊虚侯・馬武
16. 驃騎将軍慎侯・刘隆
17. 中山太守 全椒侯・马成
18. 河南尹阜成侯・王梁
19. 琅邪太守 祝阿侯・陳俊
20. 驃騎大将軍参蘧侯・杜茂
21. 積弩将軍昆陽侯・傅俊
22. 左曹合肥侯・堅鐔
23. 上谷太守 淮陵侯・王霸
24. 信都太守 阿陵侯・任光
25. 豫章太守 中水侯・李忠
26. 右将軍槐里侯・萬脩
27. 太常灵寿侯・邳彤
28. 驍騎将軍昌城侯・刘植[7]

## 名次争议
- 史家嚴耕望指出《資治通鑑》對雲台二十八將的排列順序有誤[8]。最早薛季宣指出：“旧本《汉书》作两重排列，上一重，禹居首，次吴汉，……，下一重，首马成，次王梁，……。后人重刊，遂错误”。胡三省《通鉴注》纠正了司马光的错误。

## 其他
- 唐德宗時，鄧禹、賈復、寇恂、吳漢、馮異、耿弇位列武廟六十四將中。
- 宋太祖時，昭等议升退以下古今名將，升位的另有耿纯、王霸、祭遵。宋徽宗時，則改回唐武廟的以上六人。
- 《十七史百將傳》中，被選入的有邓禹、寇恂、冯异、岑彭、贾复、吴汉、耿弇、王霸、臧宫、祭遵等十個人。